# Kiełpino (województwo pomorskie)

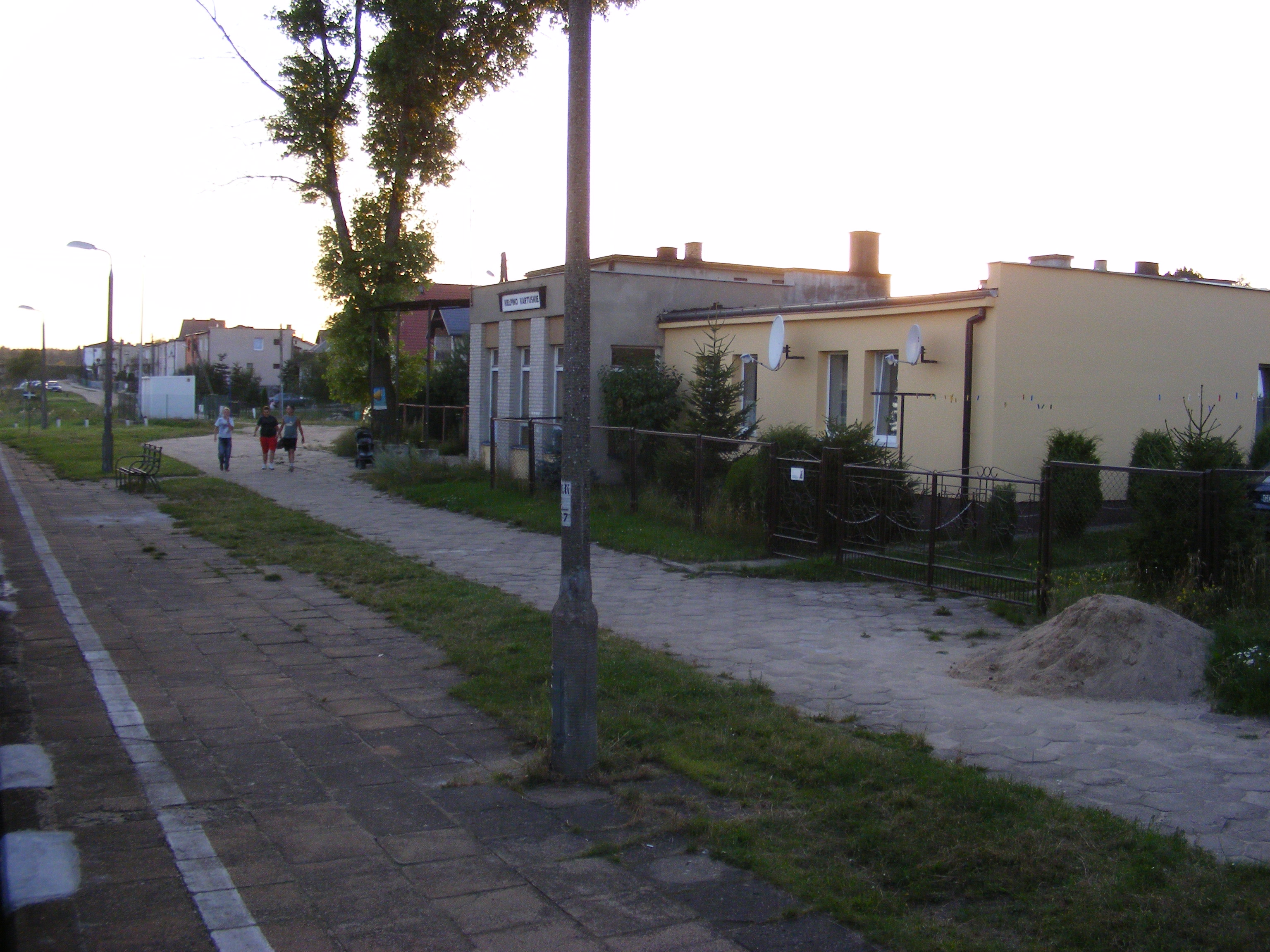
Przystanek kolejowy

Kiełpino, dodatkowa nazwa w języku kaszubskim Kôłpino, (niem. Kelpin) – wieś kaszubska w Polsce, położona w województwie pomorskim, w powiecie kartuskim, w gminie Kartuzy.
Jest wsią sołecką.
W latach 1954–1959 wieś należała i była siedzibą władz gromady Kiełpino, po jej zniesieniu w gromadzie Dzierżążno. W latach 1975−1998 miejscowość administracyjnie należała do województwa gdańskiego.
Na północ od miejscowości znajdują się: Małe Jezioro i Duże Kiełpino, zaś na południe rezerwat Stare Modrzewie. Przez Kiełpino przebiega magistrala węglowa zbudowana w latach międzywojennych, z przystankiem kolejowym Kiełpino Kartuskie.
Kiełpino jest siedzibą klubu sportowego Amator, założonego w 1983. Klub w sezonie 2016/2017 występuje w klasie A, w grupie Gdańsk II.
15 stycznia 2014 – otwarto halę widowiskowo-sportową – powstałą kosztem 6,5 mln zł.

## Integralne części wsi
| SIMC    | Nazwa       | Rodzaj    |
| ------- | ----------- | --------- |
| 0163274 | Bernardówka | część wsi |
| 0163280 | Bór         | część wsi |
| 0163305 | Leszno      | kolonia   |
| 0163297 | Trątkowice  | część wsi |

## Nazwa miejscowości
Wieś pierwszy raz wzmiankowania w czasie książąt pomorskich, w roku 1241, w dokumencie Sambora II, w formie Kelpyno. Formę tą trzeba odczytać jako Kiełpino. Późniejsze zapisy potwierdzają również taką postać nazwy, jedynie niektóre poświadczenia oddają formę rodzaju męskiego Kielpin. W czasach krzyżackich pojawiają się z kolei zapisy typu Kolping.
Etymologia nazwy jest prosta i typowa również dla innych kaszubskich miejscowości, takich jak np. dawne podgdańskie wsie, dziś dzielnice miasta Kiełpino czy Kiełpinek. W nazwie tkwi staropolski rdzeń Kiełp, czyli 'łabędź'. W języku kaszubskim rdzeń ten utrzymał się w postaci Kôłp i z nim związana jest rodzima, kaszubska nazwa wsi Kôłpino.
W czasach II wojny światowej Niemcy, w ramach systematycznej akcji zniemczania miejscowych nazw, zastąpili stosowaną w czasach pruskich nazwę Kelpin, bardziej niemiecką, ahistoryczną Kelpsee.

## Historia miejscowości
W latach 1381–1832 wieś była własność klasztoru Kartuzów.
W roku 1892 miejscowość miała 557 mieszkańców, w tym 523 Kaszubów (515 katolików i 8 ewangelików) i 34 Niemców ewangelików.
W 1913 r. w Kiełpinie mieszkało 672 osób. Właścicielem karczmy i sklepu kolonialno-spożywczego był Fritz Bergau. Było 3 rzeźników: Josef Czapp, August Kluge i Hermann Kluge; 2 kowali: Robert Dreier i Johann Treder oraz stolarz Maximilian Knorr.

## Osoby związane z miejscowością
- Sługa Boży kościoła katolickiego, ksiądz Antoni Arasmus, zamordowany przez Niemców jesienią 1939 r., latach 1929–1939 proboszcz kiełpińskiej parafii[13].
- Biskup pomocniczy diecezji pelplińskiej – ks. prałat Arkadiusz Okroj, wcześniej proboszcz miejscowej parafii[14]

## Zabytki
Według rejestru zabytków NID na listę zabytków wpisane są:
- kościół parafialny pw. św. Michała Archanioła z 1647 roku (przebudowany dwukrotnie: w XVIII wieku i 1929 roku) z dzwonem z 1400 r. i wyposażeniem barokowym z XVII w., nr rej.: 356 z 20.02.1971. Przed fasadą smukła wieżyczka z iglicą, na transepcie latarenka[16].
- dawny zajazd z końca XIX w., obecnie dom mieszkalny, ul. Długa 22, nr rej.: A-1109 z 27.11.1987 i z 20.02.2013.